# Cheonjiwang Bonpuri
El Cheonjiwang Bonpuri (coreano: 천지왕 본 풀이 "Crónicas de Cheonjiwang") es un mito de la creación coreana, tradicionalmente contado por los chamanes en Jejudo. Es uno de los mitos de creación más conocidos en la península de Corea y muchos de sus elementos clave se pueden encontrar en los mitos de creación del continente.

## Argumento
A pesar de su título, la deidad suprema Cheonjiwang (coreano: 천지왕), cuyo nombre significa "Rey de los cielos y la tierra", sirve principalmente como un personaje secundario. Los protagonistas del mito son sus hijos Daebyeol y Sobyeol.

### Creación de los Gallos Emperadores
El mito comienza con la creación del mundo, cuando el cielo y la tierra eran uno (este concepto se puede encontrar en la mayoría de los mitos de la creación; ver Caos y Ginnungagap). Como no había cielo ni tierra, como resultado, solo había un vacío. Sin embargo, un día, se formó una brecha en el vacío. Todo lo que era más ligero que la brecha se dirigió hacia arriba y formó el cielo. Todo lo que era más pesado que la brecha se cayó para convertirse en la tierra. Del cielo cayó una gota clara de rocío azul, y de la tierra surgió una oscura y negra gota de rocío.  Cuando estas dos gotas se mezclaron, todo lo que existía, excepto el sol, la luna y las estrellas, se hizo realidad. De estas dos gotas vinieron los humanos e incluso los dioses.
El líder de los dioses, Cheonjiwang, despertó con el grito de los tres gallos; el Gallo Emperador del Cielo (coreano: 천황 닭), el Gallo Emperador de la Tierra (coreano: 지황 닭) y el Gallo Emperador de los Humanos (coreano: 인 황닭). Según algunos estudiosos, el grito de los gallos significa tiempo.) Cheonjiwang sabía que los tres gallos estaban cantando porque no había sol. Para apaciguarlos, creó dos soles y dos lunas, e hizo que los dos soles se levantaran y cayeran todos los días y las dos lunas se levantaran y cayeran todas las noches.

### La arrogancia de Sumyeong Jangja
Mientras tanto, el rey del mundo humano mortal (Iseung, "Este mundo") fue Sumyeong Jangja, el primer humano en domesticar a las bestias. Gobernó sobre los humanos con sus nueve caballos, nueve toros y nueve sabuesos, tomando la mayor parte de la cosecha y dejando lo suficiente para evitar el hambre. Sumyeong Jangja, montado en su carro tirado por sus caballos y rodeado por sus feroces perros, era invencible.  Un día gritó "¿Quién se atreve a someterme?", mirando hacia el cielo.
Su jactancia llegó a los oídos de Cheonjiwang. El dios enfurecido invadió el reino de Sumyeong Jangja. Montó en su propio carro dorado tirado por sus cinco dragones. Ordenó a sus lugartenientes, las deidades, Byeorak Jangun (coreano: 벼락 장군, General Trueno), Hwadeok Jingun (coreano: 화덕 진군) y Pungu Dosa (coreano: 풍우 도사, Maestro del Viento y la Lluvia), que lo acompañaran al reino de Sumyeong Jangja. Los tres generales mismos lideraron un ejército de 10,000 soldados. Cuando el ejército de Cheonjiwang llegó al palacio de Sumyeong Jangja, trepó a un sauce cerca del palacio y gritó: "¡Humano tonto, arrodíllate ante mí!"
Sumyeong Jangja envió todos sus caballos, toros y sabuesos a Cheonjiwang, pero con un movimiento de sus manos, todas las bestias se encontraron repentinamente sobre el techo del palacio. Con otro movimiento de sus manos, las ollas de hierro de la cocina de Sumyeong Jangja se lanzaron al jardín.
Sumyeong Jangja luchó ferozmente contra los soldados del Cielo, pero finalmente se vio obligado a arrodillarse ante él. Puso un anillo de hierro en la cabeza de Sumyeong Jangja (como en Viaje al Oeste) y Sumyeong Jangja experimentó un dolor extremo como si su cabeza estuviera explotando. Fuera lo que hiciese, el anillo de hierro no salía de su cabeza. Finalmente, desesperado, ordenó a un esclavo que aliviara su dolor decapitándolo. El sorprendido Cheonjiwang murmuró "Increíble" y quitó el anillo de hierro de la cabeza de Sumyeong Jamgja. Entonces continuó su camino.

### Los Frutos Gemelos
Cheonjiwang no regresó al cielo de inmediato, sino que pasó la noche en la cabaña de la abuela Baekju. El dios de orejas brillantes escuchó a alguien cepillarse el cabello con un peine de jade en la habitación contigua y le preguntó a la abuela Baekju quién era. Ella respondió que era su única hija, Chongmyeong Agi. (Coreano: 총명 아기, señorita Chongmyeong). Chongmyeong era más justa que las Seonnyeo (Damas celestiales orientales). Cheonjiwang le preguntó a Chongmyeong y a la abuela Baekju si podía tener relaciones sexuales con ella y ambos estuvieron de acuerdo. Así, esa noche, Chongmyeong Agi se convirtió en Chongmyeong Buin (coreano: Sra. Chongmyeong).
Cheonjiwang se quedó con su nueva esposa durante cuatro días y luego se fue. Le dio a Chongmyeong dos semillas de calabaza y le aconsejó que nombrara a sus hijos Daebyeol (coreano: 대별) y Sobyeol (coreano: 소별). Cheonjiwang luego se fue volando en su carro dorado, conducido por un dragón.
Chongmyeong dio a luz a dos gemelos idénticos a los que llamó Daebyeol y Sobyeol como Cheonijwang había solicitado. Un día, cuando los gemelos maduraron, le preguntaron a su madre: "¿Quién es nuestro padre?" (Un niño abandonado por sus padres es uno de los temas más comunes en la mitología coreana) Chongmyeong respondió que su padre era Cheonjiwang.
Los gemelos plantaron las dos semillas de calabaza. Las vides de calabaza brotaron instantáneamente de las semillas, y finalmente se aferraron al reposabrazos izquierdo del trono de Cheonjiwang. Treparon las vides hasta llegar al Palacio de los Cielos, la morada de Cheonjiwang. Pero debido al peso combinado de los hermanos, el reposabrazos izquierdo del trono de Cheonjiwang se había roto. Desde ese día, todos los tronos no tenían reposabrazos izquierdo.
Cuando Cheonjiwang encontró a sus hijos, admitió que eran suyos después de echarles un vistazo. Les informó que le resultaba difícil gobernar los cielos, la tierra, el mundo mortal y el inframundo (Jeoseung), todo al mismo tiempo, y les dijo a los gemelos que intentaran un concurso entre ellos para poder ayudarlo.
El primer concurso fue de enigmas. Daebyeol le haría dos acertijos a su hermano, quien respondería. Si Sobyeol daba las respuestas correctas, gobernaría el mundo mortal y su hermano gobernaría el inframundo. Sin embargo, si Sobyeol daba las respuestas incorrectas, su hermano gobernaría el mundo mortal y él gobernaría el inframundo.
La primera pregunta de Daebyeol fue "¿Por qué caen las hojas de algunos árboles, mientras que las de otros árboles no?" Su hermano respondió que las hojas de los árboles que estaban huecos caían mientras que las de los árboles que estaban llenos no caían. Sin embargo, Daebyeol dio un ejemplo de un árbol hueco que no arrojaba sus hojas;  la caña.
La siguiente pregunta fue si las plantas en las regiones altas o bajas crecían mejor. Sobyeol respondió que las plantas en las áreas bajas crecían mejor. Sin embargo, Daebyeol refutó a Sobyeol diciendo que el cabello en las áreas altas (la cabeza) crecía mejor que en las áreas bajas (los pies). Por lo tanto, Daebyeol ganó nuevamente y pudo gobernar el mundo mortal, pero Sobyeol, que no quería gobernar el inframundo, solicitó una nueva prueba. El gentil y amable Daebyeol estuvo de acuerdo, y Cheonjiwang pensó en una nueva competencia.
El siguiente concurso fue cultivar flores durante cien días. Cien días después, la persona con la mejor flor gobernaría el mundo mortal, y la persona con la peor flor gobernaría el inframundo. Cheonjiwang les dio dos macetas y dos semillas, y les permitió cultivar sus propias flores.
A medida que pasaba el tiempo, el vencedor era obvio. La flor de Daebyeol estaba llena de vida mientras que la flor de Sobyeol estaba seca. Pero en la nonagésima novena noche, Sobyeol solo fingió irse a dormir y así cambió secretamente las flores, plantando su flor en la maceta de Daebyeol y la flor de Daebyeol en su propia maceta. Al día siguiente, Sobyeol gritó con orgullo que él era el vencedor. Por lo tanto, Daebyeol se vio obligado a gobernar el inframundo, y Sobyeol fue a gobernar el mundo mortal.

### Rectificando injusticias
Lo primero que hizo Sobyeol cuando vino al mundo mortal fue matar a Sumyeong Jangja. Sobyeol derrotó a todas las bestias de Sumyeong Jangja y lo capturó personalmente, lo que obligó a Sumyeong Jangja a arrodillarse ante él. Sobyeol ordenó a sus soldados que destrozaran a Sumyeong Jangja en cuatro pedazos y que lanzaran su carne y huesos al aire. El cadáver de Sumyeong Jangja se convirtió en enjambres de moscas, mosquitos y chinches, que todavía afectan al mundo mortal.
Sobyeol también exterminó a los hijos de Sumyeong Jangja. La hija de Sumyeong Jangja se convirtió en un gorgojo del frijol, y su hijo se convirtió en un milano. Finalmente, Sobyeol incendió el palacio de Sumyeong Jangja.
Pero después de la ejecución de Sumyeong Jangja y su familia, Sobyeol se sorprendió por el estado caótico del mundo mortal. La hierba, los árboles, los peces, los pájaros, las bestias y los humanos tenían el poder de hablar, haciendo que el mundo mortal fuera extremadamente ruidoso. Los humanos no podían conversar entre ellos porque cada vez que un humano intentaba hablar con otra persona, no era un compañero humano sino un gwishin (fantasma) quien respondía. Además, había dos soles y dos lunas en el cielo. Todos los días, muchas personas se quemaban, y todas las noches, muchas personas morían congeladas. Al final, los humanos se volvieron extremadamente agresivos, promiscuos e injustos y eran grandes mentirosos y embaucadores.
Sobyeol le suplicó a su hermano, Daebyeol, que librara al mundo mortal de este caos, y los gemelos se dirigieron al reino de Sobyeol. Daebyeol preparó el Cheongeunsal, sus dos flechas y cinco sacos de polvo de pino. Cada uno de los Cheongeunsal pesaba 600 kilogramos y estaban hechos exclusivamente de hierro. Con el primer Cheongeunsal, Daebyeol derribó uno de los dos soles.  Los restos del sol destruido se convirtieron en las estrellas del cielo del este. La noche siguiente, Daebyeol derribó una de las dos lunas. Los restos de la luna destruida se convirtieron en las estrellas del cielo del oeste. Solo desde entonces hubo un sol, una luna e innumerables estrellas en el cielo.
Daebyeol luego roció sus sacos de polvo de pino sobre el mundo. Cada vez que el polvo de pino tocaba una hierba, un árbol, un pez, un pájaro o una bestia, hacía que estas plantas y animales fueran incapaces de hablar. Finalmente, Daebyeol solucionó los de los gwishin y los humanos. Los seres más ligeros se convirtieron en fantasmas, y los seres más pesados se convirtieron en humanos. Daebyeol luego regresó al inframundo.
Sin embargo, Sobyeol olvidó decirle a Daebyeol sobre los hábitos caóticos de los humanos. Por lo tanto, los humanos seguían siendo agresivos, promiscuos e injustos, y todavía eran mentirosos y embaucadores, y Sobyeol no pudo evitar este caos porque su poder era menor que el de Daebyeol.
Mientras tanto, Chongmyeong recibió el título de Bajiwang, la diosa de la tierra, y por lo tanto, los cuatro reinos de los cielos, el mundo mortal, el inframundo y la tierra llegaron a tener una regla.

## Comparación con Otros Mitos
El Cheonjiwang Bonpuri tiene muchos temas integrales que son comunes en la mitología coreana del continente (el mito de Cheonjiwang Bonpuli se vuelve a contar solo en la gran isla de Jeju).
En el mito de Changsega de la región de Hamheung, el creador, Mireuk, destruye  uno de los dos soles y lunas, y crea las estrellas con el sol y la luna destruidos. Sin embargo, no se muestra cómo Mireuk destruyó el sol y la luna.
También en Changsega, Mireuk y la deidad malvada Seokga tiene tres pruebas para ganar el mundo. El último concurso también es cultivar flores; en este caso, flores de magnolia. Si la flor de magnolia creciera hacia Mireuk, este ganaría, y viceversa.  La flor creció hacia Mireuk, pero Seokga rompió el tallo de la planta y la puso en su propio regazo.  Mirando lo que Seokga había hecho, Mireuk maldijo tanto a la magnolia como al mundo mortal, lo que llevó al mundo mortal a ser imperfecto y causó que la magnolia muriera rápidamente.
En el mito Shirumal de la región de Seúl, los hermanos Seonmun y  Humun destruyen uno de los dos soles y lunas.
En otro mito, el de Dosolsa, escrito en el libro de historia Samguk Yusa, el protagonista también destruye el sol y la luna.
Por lo tanto, generalmente se cree que el mito de Cheonjiwang Bonpuri es una rama del mito ancestral de la creación coreana, que contenía temas como la destrucción de cada uno de los dos soles y un concurso de cultivo de flores entre las deidades buenas y malas. Estos temas todavía están representados en muchos mitos de creación coreanos, incluido el Cheonjiwang Bonpuri.